# Pierwsze słowo (zbiór opowiadań)
Pierwsze słowo – zbiór opowiadań fantastycznych polskiej pisarki, Marty Kisiel. Ukazał się 17 października 2018 nakładem wydawnictwa Uroboros. Zawiera 12 tekstów, z czego 6 było publikowanych już wcześniej. Tytułowe opowiadanie zdobyło Nagrodę im. Janusza A. Zajdla. 

## Zawartość zbioru

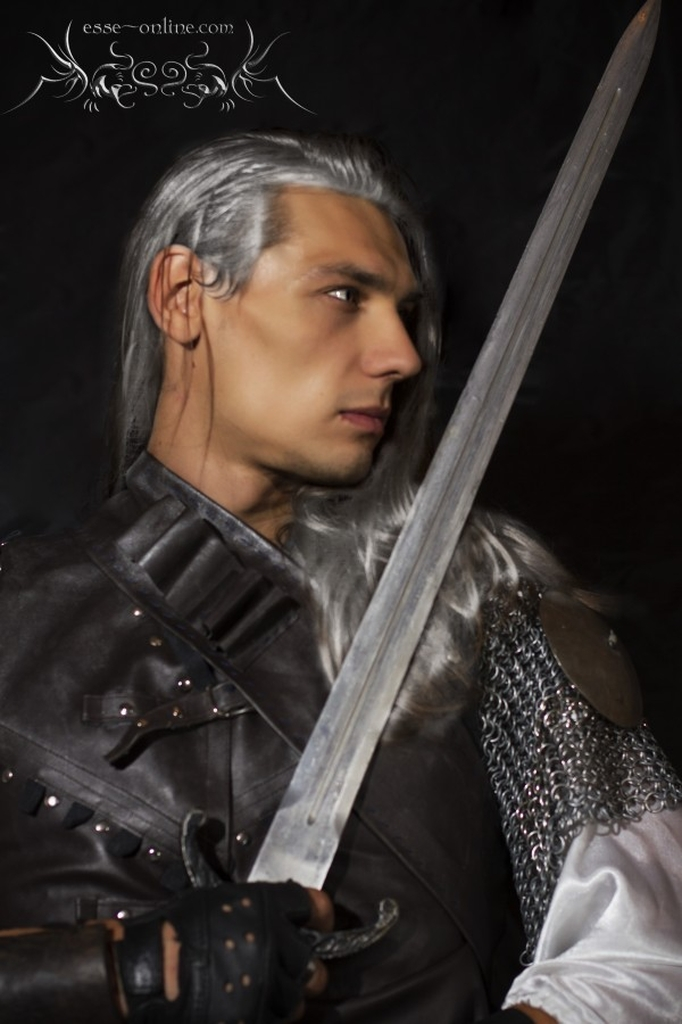
Vyacheslav Mayer w cosplayu Geralta z Rivii. W opowiadaniu Rozmowa dyskwalifikacyjna autorka nawiązuje do tej postaci.

- Rozmowa dyskwalifikacyjna – debiutanckie opowiadanie autorki, które ukazało się po raz pierwszy w piśmie Fahrenheit w 2006 w nr 53.
- Katábasis
- Dożywocie – opowiadanie, które zapoczątkowało cykl o tym samym tytule. Po raz pierwszy ukazało się w antologii Kochali się, że strach z 2006 (wyd. Fabryka Słów).
- Nawiedziny – ukazało się po raz pierwszy w antologii Nawiedziny (Fabryka Słów, 2009).
- Przeżycie Stanisława Kozika – pojawiło się po raz pierwszy w Science Fiction, Fantasy & Horror (2009, nr 44).
- Jadeit
- Miasto motyli i mgły
- W zamku tej nocy… – ukazało się po raz pierwszy w piśmie Science Fiction, Fantasy & Horror (2012, nr 78)
- Szaławiła – pojawiło się po raz pierwszy w powieści Dożywocie (wyd. II, rozszerzone, Uroboros), zdobyło nagrodę im. Janusza A. Zajdla[2][3].
- Cały Świat Dawida
- Pierwsze słowo – zdobyło Nagrodę im. Janusza A. Zajdla[2].